# ノボノルディスク
ノボ ノルディスク（デンマーク語: Novo Nordisk A/S）は、デンマーク・コペンハーゲン北西のバウスベアに本社を置くグローバル製薬企業である。糖尿病領域、成長ホルモン領域、血友病領域において製品とサービスを提供している。ナスダック・コペンハーゲンおよびニューヨーク証券取引所に上場している（Nasdaq Nordic NOVOB、NYSE: NVO）。
本稿では、ノボ ノルディスクの医薬品事業の日本法人であるノボ ノルディスク ファーマ株式会社(Novo Nordisk Pharma Ltd.)についても述べる。

## 沿革（ノボノルディスク社）
- 1989年：ノボ インダストリとノルディスク ゲントフテが統合、ノボ ノルディスク設立[1]。
- 1992年：ステノメモリアル病院とヴィドーレ病院が統合、ステノ糖尿病センター開設。
- 1994年：北欧系企業として初めて、年次環境報告書を刊行[1]。
- 1996年：血友病患者向け血液製剤『ノボセブン』発売[1]。
- 1999年：世界で初めての専用ペンシステムで投与するリキッドタイプの成長ホルモン製剤『ノルディトロピンS注』発売[1]。経営体制の再編を実施、ノボ ノルディスク財団の新たに設立した投資会社Novo Holdings A/S（ノボ グループ）の傘下に位置付けを変更[1]。
- 2000年：産業用酵素事業をノボザイムズとして分社化[1]。
- 2001年：世界糖尿病財団設立。
- 2002年：二相性インスリンアナログ製剤『ノボラピッド30ミックス』発売[1]。
- 2003年：ペン型リキッドタイプ プレフィルド ヒト成長ホルモン製剤『ノルディトロピン ノルディフレックス』発売[1]。
- 2004年：持効型溶解インスリンアナログ製剤『レベミル』発売[1]。
- 2005年：ノボ ノルディスク血友病財団設立。
- 2006年：世界自然保護基金（WWF）と地球温暖化対策の協定に調印[1]。
- 2009年：ヒトGLP-1アナログ製剤『ビクトーザ』発売[1]。
- 2013年：2剤目の持効型溶解インスリンアナログ製剤トレシーバ発売。
- 2014年：遺伝子組換え型血液凝固第VIII因子製剤『ノボエイト』静注用発売。
- 2017年：持続型ヒトGLP-1アナログ製剤『オゼンピック』皮下注をアメリカ合衆国で発売

## 沿革 ノボノルディスクファーマ株式会社（日本法人）
- 1980年：ノボ薬品株式会社設立
- 1984年：日本ノルディスク株式会社設立、ノボ薬品株式会社厚木工場稼動
- 1985年：半合成ヒトインスリン製剤発売
- 1988年：ヒトインスリンカートリッジ製剤ペンフィル、専用ペン型注入器ノボペン発売
- 1989年：遺伝子組換え型ヒト成長ホルモン製剤ノルディトロピン発売
- 1990年：ノボ薬品株式会社と日本ノルディスク株式会社が統合、ノボ ノルディスク ファーマ株式会社発足
- 1992年：遺伝子組換え型ヒトインスリン製剤発売
- 1993年：ヒト成長ホルモン製剤ペン用ノルディトロピン、専用ペン型注入器ノルディジェクト発売
- 1994年：インスリンプレフィルド製剤ノボレット発売
- 1996年：遺伝子組換え型グルカゴン製剤注射用グルカゴンG・ノボ発売
- 1998年：自社販売開始、郡山新工場稼動 インスリンペン型注入器ノボペン 300発売
- 1999年：エーザイ株式会社とグルカゴン製剤の販売で業務提携
- 2000年：遺伝子組換え活性型血液凝固第VII因子製剤ノボセブン発売
  - リキッドタイプのヒト成長ホルモン製剤ノルディトロピンS、専用ペン型注入器ノルディペン 発売
- 2001年：インスリンペン型注入器ノボペン 300デミ、インスリンプレフィルド製剤イノレット、超速効型インスリンアナログ製剤ノボラピッド発売
- 2002年：インスリンプレフィルド製剤フレックスペン発売
- 2003年：二相性インスリンアナログ製剤ノボラピッド30ミックス発売
- 2004年：プレフィルドヒト成長ホルモン製剤ノルディトロピン ノルディフレックス発売
- 2005年：ペンニードル32Gテーパー発売 本社、国際品質マネジメント規格ISO9001: 2000認証取得、郡山工場、同ISO14001認証取得
- 2007年：持効型溶解インスリンアナログ製剤レベミル発売
- 2009年：ノルディトロピンについて成人成長ホルモン分泌不全症および骨端線閉鎖を伴わないSGA性低身長症の適応追加承認取得、インスリンペン型注入器ノボペン 4、インスリンアナログ製剤レベミル イノレット、ノボラピッド イノレット発売
- 2010年：ノボセブンについて先天性第VII因子欠乏症の適応追加承認取得
  - ノボセブンHI静注用1mg、2mg、5mg、二相性インスリンアナログ製剤ノボラピッド50ミックス、ノボラピッド 70ミックス、ヒトGLP-1アナログ製剤ビクトーザ、プレフィルドヒト成長ホルモン製剤ノルディトロピン フレックスプロ発売
- 2011年：ノボセブンについてグランツマン血小板無力症の適応追加承認取得
- 2012年：インスリンアナログ製剤ライゾデグ配合注の承認取得
- 2013年：持効型溶解インスリンアナログ製剤トレシーバ注発売
- 2014年：遺伝子組換え型血液凝固第VIII因子製剤ノボエイト静注用、インスリンペン型注入器ノボペン エコー™発売
- 2020年：長時間作用型ヒト成長ホルモンアナログ製剤ソグルーヤ皮下注承認取得
- 2023年11月：持続性GLP-1 受容体作動薬ウゴービ皮下注SDについて薬価基準収載[2]
- 2024年：肥満症治療剤 持続性GLP-1 受容体作動薬ウゴービ皮下注　販売

## 製品
- 糖尿病領域
  - ノボリン™ : 速効型インスリン
  - ノボラピッド™ : 超速効型インスリン
  - ビクトーザ™ : GLP-1受容体作動薬= インクレチンミメティック
  - オゼンピック™リベルサス™ : 持効型GLP-1受容体作動薬。注射剤はオゼンピック、経口薬はリベルサス。
  - シュアポスト™ は日本では大日本住友製薬へライセンスアウト。
  - レベミル™ : 持効型溶解インスリン
  - トレシーバ™ : 持効型溶解インスリン
- 成長ホルモン領域
  - ノルディトロピン™ : 遺伝子組み換えヒト成長ホルモン
- 血友病領域
  - ノボセブン™ : 遺伝子組換え型血液凝固第VIIa凝固因子
  - ノボエイト™ : 遺伝子組換え型血液凝固第VIII凝固因子
  - コンシズマブ（遺伝子組換え） 抗TFPIモノクローナル抗体